# BBC音樂雜誌
《BBC音樂雜誌》（英語：BBC Music Magazine）是英國的一本古典音樂雜誌／月刊。

## 歷史
雜誌首期於1992年9月發行。起初由BBC旗下商業分支所有，並與華納音樂共同發行。2012年起，由Immediate媒體公司（Immediate Media Co.）負責發行。
《BBC音樂雜誌》的內容基本反映了BBC廣播3台的節目內容，該電台以古典音樂為其運營重點，刊登與討論的主題包括目前樂壇活躍的指揮者、21世紀古典音樂現勢等。除此之外，雜誌也有爵士音樂、世界音樂的專欄內容。每一期雜誌都會附贈一片CD，內容經常是BBC錄製的全曲錄音。《BBC音樂雜誌》的發行量是37,530份，他們在北美亦有獨立的發行版本，該版本首期於1993年3月發行。收益方面，據指出雜誌的利潤「歸BBC所有」。
雜誌的前任編輯包括海倫·華萊士以及奧利弗·康迪等人。現任編輯為夏洛特·史密斯（2022年1月始任）。

## 話題

### 歷史50大錄音（2018年）
2018年8月23日的一篇報導，由該雜誌的評論家共同推薦的50份「最佳且不應錯失」的錄音：
| 作品                                                                              | 演出者 | 廠牌                         | 年份      | 備註                                                          |
| --------------------------------------------------------------------------------- | --- | ---------------------------- | --------- | ------------------------------------------------------------- |
| 理查德·瓦格纳 《尼伯龙根的指环》                                                  | 指揮 乔治·索尔蒂 | Decca                        |           |                                                               |
| 路德维希·范·贝多芬 第5號、第7號交響曲                                             | 指揮 卡洛斯·克莱伯 维也纳爱乐乐团 | DG大花                       | 1975      |                                                               |
| 本杰明·布里顿 《战争安魂曲》                                                      | | Decca                        |           |                                                               |
| 约翰·塞巴斯蒂安·巴赫 《哥德堡变奏曲》                                             | 鋼琴 格连·古尔德 | Sony                         | 1981      | 收錄於Sony《格連·古爾德錄音大全》套集                         |
| 贾科莫·普契尼 《托斯卡》                                                          | 指揮 维克多·德·萨巴塔 | Warner                       |           |                                                               |
| 爱德华·埃尔加 大提琴协奏曲                                                        | 大提琴 杰奎琳·杜·普蕾 指揮 约翰·巴比罗利 |                              |           |                                                               |
| 理查德·瓦格纳 《特里斯坦与伊索尔德》                                              | 指揮 威廉·富特文格勒 女高音 希尔斯滕·弗拉格斯塔 男高音 路德維希·蘇豪斯 愛樂管弦樂團                                                                                | Warner                       |           |                                                               |
| 莫里斯·拉威爾 《雪赫拉莎德》 埃克托·柏辽兹 《夏夜之歌》                           | 瑞士罗曼德管弦乐团 指揮 恩奈斯特·安塞美 | Decca                        |           |                                                               |
| 彼得·柴可夫斯基 第4號、第5號、第6号交響曲                                         | 列寧格勒愛樂樂團 指揮 叶夫根尼·穆拉文斯基 | DG                           |           |                                                               |
| 乔治·格什温 《波吉和贝丝》                                                        | 指揮 西蒙·拉特尔 | Warner                       |           |                                                               |
| 约翰·塞巴斯蒂安·巴赫 无伴奏大提琴组曲                                             | 小提琴 帕乌·卡萨尔斯 | Warner                       |           |                                                               |
| 路德维希·范·贝多芬 第11號，以及晚期弦樂四重奏                                     | 布什弦樂四重奏團 | Warner                       |           |                                                               |
| 莱奥什·雅纳切克 《卡嘉·卡芭諾娃》                                                 | 女高音 伊麗莎白·索德斯特倫 男高音 彼得·德沃斯基 女高音 納德茲達·克尼普洛娃 维也纳爱乐乐团 指揮 查爾斯·馬克拉斯                                                     | Decca大花                    |           |                                                               |
| 歌劇女伶的演唱藝術 The Art of the Prima Donna                                     | 女高音 瓊·蘇莎蘭 | Decca                        | 1960      |                                                               |
| 路德维希·范·贝多芬 全本鋼琴奏鳴曲                                                 | 鋼琴 阿圖爾·施納貝爾 | 拿索斯 8.110760              | 2005      | 施納貝爾亦是該社《偉大鋼琴家》（Great Pianists）系列人物之一  |
| 赫德嘉·馮·賓根 《上帝呼息中的羽翼》                                               | 哥特合唱團 女高音 艾瑪·柯克比 指揮 克里斯托弗·佩奇 | Hyperion                     | 1985年4月 | 1992年留声机奖                                                |
| 克劳迪奥·蒙特威尔第 1610年晚禱：多首作品                                          | 指揮 约翰·艾略特·加德纳 | Archiv                       |           |                                                               |
| 谢尔盖·拉赫玛尼诺夫 第4號鋼琴協奏曲 莫里斯·拉威爾 鋼琴協奏曲                      | 鋼琴 阿图罗·贝内德蒂·米凯兰杰利 愛樂管弦樂團 指揮 埃托雷·格雷西斯                                                                                                  | Warner                       |           |                                                               |
| 弗雷德里克·肖邦 第3號鋼琴奏鳴曲                                                   | 鋼琴 瑪塔·阿格麗希 | DG                           |           |                                                               |
| 沃尔夫冈·阿马德乌斯·莫扎特 全本鋼琴協奏曲                                         | 鋼琴與指揮 丹尼尔·巴伦博伊姆 英国室内乐团 | Warner                       |           | EMI和Warner的《預算盒套裝》（Budget Box Sets）系列錄音        |
| 本杰明·布里顿 《彼得·格林》                                                       | | Decca大花 467 6822           | 1958      |                                                               |
| 斯蒂夫·莱奇 《為18位音樂家所作的音樂》                                            | | ECM 821 4172                 |           |                                                               |
| 沃尔夫冈·阿马德乌斯·莫扎特 全本法國號協奏曲                                       | 法國號 丹尼斯·布莱恩 指揮 赫伯特·冯·卡拉扬 愛樂管弦樂團 | EMI 965 9362                 | 1953      |                                                               |
| 理查德·施特劳斯 《玫瑰騎士》                                                      | 女高音 伊丽莎白·施瓦茨科普夫 次女高音 克里絲塔·路德維希 女高音 特蕾莎·斯蒂奇-蘭德爾 男低音 奧托·埃德爾曼 男中音 埃伯哈德·瓦赫特 愛樂管弦樂團 指揮 赫伯特·冯·卡拉扬 | EMI 966 8242                 | 1956      |                                                               |
| 格奥尔格·弗里德里希·亨德尔 《弥赛亚》                                             | 女高音 朱迪思·納爾遜 女高音 艾瑪·柯克比 次女高音 卡羅琳·沃特金森 男高音 保羅·艾略特 男低音 大衛·托馬斯 牛津基督堂座堂合唱團 古乐学院乐团 指揮 克利斯朵夫·霍格伍德  | L'Oiseau Lyre 430 4882       | 1980      |                                                               |
| 葛利高里歐·阿雷格里 《求主垂憐》                                                  | 塔利斯學者合唱團 指揮 彼得·飛利浦 | Gimell GIMSE 401             | 1980      |                                                               |
| 沃尔夫冈·阿马德乌斯·莫扎特 《魔笛》                                               | 指揮 奥托·克伦佩勒 男高音 尼古拉·盖达 女高音 昆杜拉·雅諾維茨 等多人                                                                                                | EMI                          | 1964      | 收錄於《世紀偉大錄音系列》（Great Recordings of the Century） |
| 弗雷德里克·肖邦 24首練習曲                                                        | 鋼琴 毛里齊奧·波利尼 | DG 413 7942                  | 1972      |                                                               |
| 爱德华·埃尔加 小提琴協奏曲                                                        | 小提琴 耶胡迪·梅纽因 伦敦交响乐团 指揮 爱德华·埃尔加 | EMI 566 9792                 | 1932      |                                                               |
| 阿希尔-克洛德·德彪西 《佩利亞斯與梅麗桑德》                                       | 男中音 雅克·詹森 女高音 艾琳·約阿欽 等多人 | Warner                       |           | 《世紀偉大錄音系列》                                          |
| 古斯塔夫·馬勒 《大地之歌》                                                        | 女中音 凱瑟琳·費里爾 男高音 朱利葉斯·帕扎克 維也納愛樂樂團 指揮 布鲁诺·瓦尔特                                                                                      | 拿索斯 8.110871              |           | 《偉大歌唱家》（Great Singers）系列錄音                       |
| 德米特里·肖斯塔科维奇 24首前奏與賦格                                              | 亞歷山大·梅爾尼科夫 | Harmonia Mundi HMC 902019/20 | 2010年    | 《BBC音樂雜誌》唱片獎，2011年                                 |
| 温琴佐·贝利尼 《诺尔玛》                                                          | 女高音 瑪麗亞·卡拉絲 等多人 指揮 圖利奧·塞拉芬 | Warner/EMI 966 7092          | 1960      |                                                               |
| 约翰内斯·勃拉姆斯 第4號交響曲                                                     | 指揮 卡洛斯·克莱伯 维也纳爱乐乐团 | DG大花 457 7062              | 1981      |                                                               |
| 莫里斯·拉威爾 《達夫尼與克羅伊》                                                  | 伦敦交响乐团 指揮 皮埃尔·蒙特 | Decca大花 475 7525           | 1961      |                                                               |
| 朱塞佩·威尔第 安魂曲                                                              | 女高音 伊丽莎白·施瓦茨科普夫 等多人 愛樂管弦樂團暨合唱團 指揮 卡尔罗·马里亚·朱里尼                                                                                 | EMI 631 8212                 | 1964      |                                                               |
| 弗雷德里克·肖邦 夜曲                                                              | 鋼琴 克劳迪奥·阿劳 | Decca/Philips 464 6942       | 1978      |                                                               |
| 沃尔夫冈·阿马德乌斯·莫扎特 《费加罗的婚礼》                                       | 男低音 切薩雷·西皮 女高音 希爾德·葛登 等多人 維也納愛樂樂團 指揮 埃里希·克莱伯                                                                                     | Decca 466 3692               | 1955      |                                                               |
| 路德维希·范·贝多芬 《费德里奥》                                                   | 次女高音 克里絲塔·路德維希 男高音 琼·维克斯 等多人 愛樂管弦樂團 指揮 奥托·克伦佩勒                                                                                 | EMI 966 7032                 | 1962      |                                                               |
| 莱奥什·雅纳切克 《顏如花》                                                        | 女高音 伊麗莎白·索德斯特倫 等多人 維也納愛樂樂團 指揮 查爾斯·馬克拉斯                                                                                              | Decca 475 8227               | 1982      |                                                               |
| 卡尔海因茨·施托克豪森 《少年之歌》等多首作品                                      | 西德廣播電子音樂演播室 | DG                           |           |                                                               |
| 理查德·施特劳斯 《最后四首歌》                                                    | 女高音 昆杜拉·雅諾維茨 柏林爱乐乐团 指揮 赫伯特·冯·卡拉扬 | DG 447 4222                  | 1971      |                                                               |
| 阿尔班·贝尔格 《露露》                                                            | 女高音 Teresa Stratas 等多人 巴黎歌劇院管弦樂團 指揮 皮埃尔·布莱兹                                                                                                 | DG 463 6172                  | 1979      |                                                               |
| 约翰·塞巴斯蒂安·巴赫 《合宜調律鍵琴曲集》                                         | 鋼琴 艾德溫·費雪 | 拿索斯 8.110653-54           |           | 《偉大鋼琴家》（Great Pianists）系列                          |
| 巴托克·贝拉 《管弦樂協奏曲》                                                      | 芝加哥交响乐团 指揮 弗里兹·莱纳 | Naxos/RCA                    | 1955      |                                                               |
| 本杰明·布里顿 《比利·巴德》                                                       | 男中音 彼得·格洛索普 男高音 彼得·皮爾斯 等多人 伦敦交响乐团 指揮 本杰明·布里顿                                                                                     | Decca/London 417 4282        | 1961      |                                                               |
| 弗朗茨·舒伯特 F小調幻想曲 沃尔夫冈·阿马德乌斯·莫扎特 D大調雙鋼琴奏鳴曲 等多首作品 | 鋼琴 穆雷·佩拉希亚 鋼琴 拉杜·鲁普 | Sony SK 39511                |           |                                                               |
| 贝多伊齐·斯美塔那 《我的祖國》                                                    | 捷克爱乐乐团 指揮 拉法埃尔·库贝利克 | Supraphon 11 1208-2          | 1990      | 1990年布拉格之春国际音乐节現場錄音                            |
| 古斯塔夫·馬勒 第9號交響曲                                                         | 維也納愛樂樂團 指揮 布鲁诺·瓦尔特 | Naxos 8.110852               | 1938      |                                                               |
| 约翰·塞巴斯蒂安·巴赫 B小調彌撒曲                                                  | 維也納少年合唱團 維也納古樂合奏團 指揮 尼古劳斯·哈农库特 | Warner 2564 69853-8          | 1968      |                                                               |

### 歷史20大交響曲
雜誌一段2016年9月的報導，提出20首交響曲作品，時間跨度涵蓋巴洛克至後期浪漫：
1. 贝多芬第3號交響曲，1803年
2. 贝多芬第9號交響曲，1824年
3. 莫扎特第41號交響曲，1788年
4. 馬勒第9號交響曲，1909年
5. 馬勒第2號交響曲，1894年
6. 勃拉姆斯第4號交響曲，1885年
7. 柏辽兹《幻想交響曲》，1830年
8. 勃拉姆斯第1号交响曲，1876年
9. 柴可夫斯基第6号交响曲，1893年
10. 馬勒第3號交響曲，1896年
11. 贝多芬第5號交響曲，1808年
12. 勃拉姆斯第3號交響曲，1883年
13. 布鲁克纳第8号交响曲，1887/90年
14. 西贝柳斯第7號交響曲（英语：Symphony No. 7 (Sibelius)），1924年
15. 莫扎特第40號交響曲，1788年
16. 贝多芬第7號交響曲，1812年
17. 肖斯塔科维奇第5號交響曲，1937年
18. 勃拉姆斯第2号交响曲，1877年
19. 贝多芬第6號交響曲，1808年
20. 布鲁克纳第7號交響曲，1883年

## 外部連結
- 官方网站
- 封面光盘列表 （页面存档备份，存于）